# Allgemeine Zeitschrift für Psychiatrie
Allgemeine Zeitschrift für Psychiatrie und psychisch-gerichtliche Medicin – niemieckie czasopismo medyczne poświęcone psychiatrii, wydawane od 1844 roku przez wydawnictwo Hirschwalda, później przez de Gruytera. Było pierwszym niemieckim czasopismem psychiatrycznym. Założycielami byli Heinrich Philipp August Damerow, Carl Friedrich Flemming i Christian Friedrich Wilhelm Roller, od 1857 do 1904 redaktorem naczelnym był Heinrich Laehr. Od 1938 roku ukazywało się pod tytułem „Allgemeine Zeitschrift für Psychiatrie und ihre Grenzgebiete”, od października 1944 do listopada 1949 wydawanie było zawieszone, w 1949 roku przestało się ukazywać.
Od 1928 do 1944 roku ukazywało się z dodatkiem „Zeitschrift für psychische Hygiene”.